# ジャン・デマレ・ド・サン＝ソルラン
ジャン・デマレ・ド・サン=ソルラン（仏: Jean Desmarets de Saint-Sorlin 、1595年、1600年 - 1676年10月28日）は、17世紀フランスの劇作家。本名:ジャン・デマレ。宰相リシュリューの庇護を受けたことを契機として絶大な信頼を獲得し、デマレもその信頼に応えて忠実に仕え続け、その功績を讃えられて貴族にまでなった。デマレの戯曲はすべてリシュリューの命令によって製作されたもので、リシュリュー尊崇の念が溢れている。フランスで最初に機械仕掛けを用いて舞台転換を行うなど、進取の気性にも富んでいた。この技法は単一を求める古典劇の風潮には抗えず、一時的に埋もれることになるが、後のオペラやバレエにおいて存分に活かされている。

## 生涯
彼の幼年～青年期については、一切わからない。生年にも1595年、1600年の2説があり、確定していない。パリの平民出身で、近い親戚にランブイエ侯爵夫人と親しい、ヴィジャン男爵夫人という女性がいたので、その女性を介して貴族社会にデビューし、宮廷人と交際を結んだことくらいしか分かっていない。近年研究が進められているが、依然不明なことが多い作家である。
フランソワ・ド・マレルブの1613年の書簡には、「マレ(Maret)という男が羊飼いに扮して踊り、人々を笑わせていた」とある。このマレなる名前の道化をデマレ・ド・サン＝ソルランであると考え、その男が有名になる過程を宮廷バレエの歴史などを考慮して仔細に検討すると、およそこの男は1600年ころの生まれであると結論付けることができる。これはデマレ・ド・サン＝ソルランの生涯についての研究の簡潔な要約だが、生年1600年説はこれによるものである。だがこの説が正しいとなると、1613年にはまだわずか13歳の子供であることになるから、あまりに幼い少年が宮廷で道化を演じることが果たして出来たかどうか、という疑問が出てきて当然である。結局、決定的な説ではないので、まだまだ証拠や精査が必要である。
デマレの名前が初めて文献に登場するのは、1631年のことである。アカデミー・フランセーズは、文学者たちがルイ13世王室秘書のヴァランタン・コンラール邸で会合を持っていたことを起源とするが、その会合において彼の名前は初登場する。1632年にデビュー作『アリアーヌ』を、翌年に『詩論』を発表し、成功を収めた。この2作の成功は宰相リシュリューの注目を惹き、これを契機にデマレはリシュリューに仕えることとなった。リシュリューは宰相となってすでに8年が経過していたが、依然その権力基盤が不安定であったため、偉大な国家フランスの芸術文化の庇護にもっと力を割きたいと考えていた頃で、デマレはちょうどその時期にタイミングよく成功を収めたのであった。
1634年に宰相リシュリューに仕え始めてから、宰相の話し相手を務めるなど、彼を癒し、楽しませる仕事に従事していたという。要は個人的な側近であったわけで、この時代の宮廷や社交界の逸話を多く記したタルマン・デ・レオーによれば、この側近の役割はデマレとボワロベールの2人だけが担っていたという。デマレは言葉巧みに宰相を笑わせていたので、ボワロベールは彼を憎み、苦しんでいたとのことである。だが、ボワロベールも宰相を笑わせるという任務に忠実な点で、負けてはいなかった。以下はタルマン・デ・レオーが紹介するデマレの逸話、ジョークである:
このような記録も、若いころからデマレが宮廷で道化役を演じていたことの証左として用いられている。そして、以下はボワロベールのものと伝えられる逸話である。コルネイユの『ル・シッド』をもじったジョークであり、現代フランスでも時折使われることがある:
()内がジョークの内容、「」が原文である。本来『ル・シッド』中では、父親は「du coeur」を勇気という古語の意味で用いている。ところがこのジョークでは、ロドリーグは「du coeur」をトランプのハート札という意味で解釈しており、つまりそれに答えて「ダイヤしかない。」と答えているというわけである。ボワロベールの機智を示すこのジョークに、宰相を始め、その取り巻き立ち一同は大笑いしたという。
デマレはアカデミー・フランセーズ設立の準備にもあたり、1635年の発足後は初代の事務総長として1638年までその任を務めた。この頃は劇作においてもリシュリューの意向に従って劇作に励んでおり、彼の演劇関係の作品はすべてこの時期に生み出された。戯曲のデビュー作『アスパジー』は平凡な作品であったが、それなりに成功した。第2作目の『妄想に囚われた人々』は彼の喜劇作品を代表するものとなった。1642年のリシュリュー死後は、演劇に関するものは何一つ制作していない。この事実から推察するに、おそらく演劇の仕事はすべて宰相リシュリューからの注文、あるいはリシュリュー提出の主題を取り上げたものであったと考えられる。デマレは間違いなく宰相付きの座付き作家であったのだ。
宰相付きの劇作家であったことが、内容に如実に表れるのは、最後の戯曲『ウーロップ』である。この作品に付随する宮廷バレエにおいて、三十年戦争においてフランスの立場を守り抜くという政治的な意図を、寓意として表現した。こうしたリシュリューへの忠実な奉仕への見返りとして、デマレはリシュリュー家の筆頭執事、王室顧問官、海軍事務局長など地位の高い官職にも任命されたのだった。こうした要職を得たことで、デマレのリシュリューに対する忠誠心はより強固なものとなり、彼のために詩作に励むこととなったのである。
宰相の死後も、デマレはリシュリュー家に忠実であり続けた。ポワトゥー＝シャラント地域圏の家に入り、宰相の息子の後ろ盾として働いた。その功績が評価され、1651年、息子のリシュリュー公爵からサン＝ソルランの土地を与えられ、貴族の称号を得た。こうして優れた劇作家ジャン・デマレは、貴族ジャン・デマレ・ド・サン＝ソルランとなったのである。1653年にパリに戻った。
パリに戻ってからは、ますますネオプラトニズムのような考え方を強めていった。リシュリュー公爵夫人に献呈された『リシュリューの散歩、あるいはキリスト教の美徳』を1653年に著したのをはじめとして、1658年には『魂の悦び』を著した。この作品においてキリスト教を賛美し、その精神的な価値を高く評価して、この点にこそ文学的な美があると主張した。であるから、古代の異教作家を模倣する人を非難し、古代を手本とすべきではないとも主張した。これが「新旧論争」の端緒となっている。
1669年には、聖書に基づいた詩集『マリー＝マドレーヌ、あるいは恩寵の勝利』を発表し、その翌年に『エステル』を著した。この中でボワローの推奨する古典主義と対比して、キリスト教芸術の親密さと素晴らしさを論じた。1674年、ボワローが『詩法』において古代を礼賛したことに反駁すべく、同年『英雄詩の擁護』をボワローへの反論として公表した。さらに翌年『フランス詩とフランス語の擁護』を著し、シャルル・ペローに論争参加を呼びかけたことで、ここに「新旧論争」が始まった。
デマレの思想は神秘的であったが、あまりに狂信的でもあった。そのため論敵からは狂人扱いされ、『妄想に囚われた人々』のようであるとの誹りを受けた。1676年、パリで亡くなった。

## エピソード
- 17世紀フランスの作家の中で最も多才な1人である。文学だけでなく、絵画、建築にも造詣が深かったという[14]。

- トランプを作る才能もあったと伝わる。1644年頃、「フランス国王トランプ(Cartes des Rois de France)」なるものを教育用トランプとして創作していたが、39枚を完成させて結局未完のまま終わった[9]。

- 宰相リシュリューは当時の優れた劇作家を5人集めて、戯曲『テュイルリー宮殿の喜劇』を作らせているが、デマレはこの5人の中に選ばれていない。にもかかわらず、なぜこれほどまでに信頼され、重用されたのか、はっきりとしたことはよくわからない。この点は今後の研究が必要な課題である[15]。

## 作品
ここに記しているのは、彼の遺した文献の一部である。ほかに、書簡、随想、対話集、学術論文などがある。

### 詩、小説
- アリアーヌ - Ariane （1632年）
- 詩論 - Discours de la Poésie （1633年）
- 物語の真実 - La Vérité des fables （1647年）
- リシュリューの散歩、あるいはキリスト教の美徳 - Les Promenades de Richelieu ou les Vertus chrestiennes （1653年）  フランス語原文
- クロヴィス、あるいはキリスト教国フランス - Clovis ou la France chrétienne, poème héroïque en 26 chants （1657年） フランス語原文
- 魂の悦び - Les Délices de l'Esprit （1658年） フランス語原文
- マリー＝マドレーヌ、あるいは恩寵の勝利 - Marie-Magdeleine ou le Triomphe de la grâce （1669年）
- エステル - Esther （1670年） フランス語原文
- ギリシア、ラテン、フランス詩集の比較論 - Traité pour juger des Poémes grecs,latins et français （1673年）
  - 1657年の『クロヴィス』に追加したもの
- 公正王ルイとその世紀の勝利 - Le Triomphe de Louis et de son siècle （1673年）
- 英雄詩の擁護 - La Défense de la poésie （1674年） フランス語原文
- フランス詩とフランス語の擁護 - La Défense de la poésie et de la Langue françaises （1675年） Texte en ligne

### 戯曲
初期は喜劇(2作品)、中期は悲喜劇(4作品)、最後に英雄喜劇と、順序良く綺麗にジャンルは分かれている。これは彼の戯曲が、リシュリューによる注文であったことが影響しているのだろう。
- アスパジー - Aspasie （1636年） フランス語原文
  - 場所の移動、隠し部屋など、注目に値する新たな演出技法を生み出した。ここにリシュリューのフランス演劇への力の入れようが垣間見える上、モリエールの作劇術にも影響を与えているともいえる。論議され始めたばかりの三一致の法則を不完全ではあるが、守ろうと努めている。これも宰相の意向かもしれない。この作品の大きな特徴は、登場人物が下流～中流階級に属することである。当時の喜劇の登場人物は、上流階級であることが基本であったが、中流階級の生活ぶり、世代間闘争を悲劇的ながらも、随所に笑いを挟みつつ描く。モリエールの戯曲につながる要素をいくつも持った作品だが、彼がこの作品を参考とした、あるいはどこかで読んだかなどは一切不明である[17]。
- 妄想に囚われた人々 - Les Visionnaires （1637年）
  - 『ミラム』と並んでデマレの作品中、最も有名。喜劇は結婚でめでたしめでたしと終わりを迎えるのが当時の支配的な考え方であったが、この作品はそれに反している点で特徴的である。この芝居の登場人物は当時のパリにいくらでもいた人物やサロンをモデルとしており、当然観客はそれを察知できたので、大成功を収めた。このちょうど1か月前にコルネイユが『ル・シッド』を上演にかけており、この作品が上演される頃には「ル・シッド論争」が始まろうとしていた。この作中でその論争に関する話題を取り上げているので、極めて時事的な作品とも言える。モリエールの劇団もこの作品を上演した記録が残っており、なおかつ彼の戯曲『女学者』には同作品の影響が色濃く見られる[18]。
- シピオン - Scipion l'Africain （1639年） フランス語原文
  - 初演日付不明。マレー座での上演とされているが、劇中で必要な舞台装置がマレー座では使えないことから、パレ＝カルディナル(パレ・ロワイヤルの前身で、元々リシュリューの館)ではないかと考える研究者もいる。この作品がリシュリューに献呈されている事実も、その説を補強している。前作で特異な喜劇に成功したが、今回は当時の慣例の枠に留まる作品となった。コルネイユの『ル・シッド』やトリスタン・レルミットの『パンテ』に対抗して、悲劇的なテーマを扱ったと考えられるが、必ずしもその試みは成功していない[19]。
- ロクサーヌ - Roxane, histoire tirée de celle des Romains et des Perses (1639年?)
  - この作品もリシュリューに献呈されている。『妄想に囚われた人々』に続いて再び、アレクサンダー大王を主題に据えている。前作『シピオン』とその内容で連続している。形式面、内容面ともに似通ってはいるが、前作よりも情念や怒りによって突き動かされる強烈な人物を描くことで、古典劇の規則である「ブレサンブランス(真実らしさ)」、「ビアンセアンス(適切さ)」に反している。デマレはそれを理解していながら、観客の好みに合わせて見せ場としたのだろう[20]。
- ミラム - Mirame （1641年） フランス語原文
  - デマレの作品で、『妄想に囚われた人々』と並んで有名な作品。国王ルイ13世に献呈されている。パレ＝カルディナルの改装が終了したばかりの新しい大劇場で、本作がこの大劇場のこけら落としとなった。この作品の表題の脇には、その旨が記されている。主題は悲劇だが、素材に手を加えて悲喜劇とした。フランス最初の機械仕掛けを用いた悲劇(悲喜劇)で、舞台に初めて遠近法を取り入れたことでも有名である。遠近法をいかに活かすか考えて劇作にあたったためか、その筋は安易で、不自然ささえも見られる。しかし遠近法は見事に活かされているので、デマレの見事な作劇術を味わうことのできる作品である[21]。
- エリゴーヌ - Érigone （1642年）
  - デマレ唯一の散文劇。その理由はわからないが、1640年から42年にかけて韻文、アレクサンドランを用いない戯曲も多く制作されていることを考えると、その流行に乗ったか。戯曲の再版も、再演記録も(現在のところ)見つかっていないので、あまり成功しなかったようである。古典劇の規則には従っているが、その筋の荒唐無稽さが過ぎる上、デウス・エクス・マキナによって幕切れとなるなど、デマレの作品の中でも無名で、一段と評価の低い作品である[22]。
- ウーロップ - Europe （1642年）
  - 三十年戦争による国内の混乱に対処するために宰相リシュリューが多忙になったため、予定されていたよりも初演時期がかなり遅くなった。ところがリシュリューが体調を崩したため、大急ぎで上演されたが、結局リシュリューは見物できなかった。デマレは本作においてリシュリュー、並びにその政策を讃えたのに、結局その内容は彼の目には入らなかったのである。リシュリューはこの上演の2週間後に亡くなった。寓意劇だから、登場人物はみな、国家や地方を表している。筋書きはさほど面白いものではなく、厳しく言えばリシュリュー礼賛のための劇でしかない。この作品は1638年頃から構想を練っていたものであるらしい。英雄喜劇と銘打たれているが、当時のそれとは少し異なる作品である。優雅な恋愛の駆け引きだけを見れば英雄喜劇であるが、そこに現実の、かなり生々しい政治状況が寓意として映し出されており、かなり特異な作品といえる。

### バレエ台本
- 至福のバレエー親王殿下ご誕生を祝してー - Ballet de la Félicité sur le sujet de l'heureuse naissance de Mgr le Dauphin （1639年）
  - ルイ14世の誕生は、王家や宮廷は当然として、一般市民も大喜びの国民的慶賀であった。その祝福祭典が催されるとなれば、当然必要になるのは宮廷バレエで、本作はその台本である。主要テーマはほとんど『ウーロップ』と重なっている[23]。
- フランス軍隊の繁栄のバレエ - Ballet de la Prospérité des Armes de France （1641年）
  - パレ＝カルディナルの大劇場で、国王夫妻、初期族の前で初演が行われた。本来アンギャン公爵とリシュリューの姪の結婚を祝してのものだったが、内容的には直近のフランスの戦勝を讃えるもので、寓意と神話に満ちたものとなっている。悲喜劇風の構成で、舞台仕掛けを駆使した作品[24]。

### 散逸作品
- 下の3作品は作品名のみ伝わっている。上演記録はなく、テキストも残されていないので、未完作品なのかもしれない[14]。
  - アンニバル - L'Annibal (不明)
  - 魅惑するはずが魅惑され - Le Charmeur charmé (不明)
  - 耳の聞こえない人 - Le Sourd (不明)